# Michael Reichardt (Theologe)
Michael Reichardt (* 1963 in Bamberg) ist deutscher römisch-katholischer Neutestamentler.

## Leben
Nach dem Abitur 1982 und Zivildienst 1982–1984 studierte er ab 1984 Theologie und Psychologie in Bamberg, Rom und Jerusalem. Er erwarb die Abschlüsse Dipl.-Theol. (Univ.) 1992 und Dipl.-Psych. (Univ.) 1995. Von 1992 bis 2000 war er wissenschaftlicher Mitarbeiter/Assistent am Lehrstuhl für Neutestamentliche Wissenschaften (Otto-Friedrich-Universität Bamberg) bzw. am Lehrstuhl für Biblische Einleitungswissenschaften und am Lehrstuhl für Neues Testament (Universität Passau). Nach der Promotion 1998 zum Dr. theol. an der Katholisch-Theologischen Fakultät in Passau war er seit 2000 wissenschaftlicher Angestellter für Biblische Theologie am Institut für Katholische Theologie der Philosophischen Fakultät der Universität zu Köln. Nach der Habilitation 2006 für das Fach Einleitung und Exegese des Neuen Testaments an der Katholisch-Theologischen Fakultät der Universität Bonn ist er seit 2011 Professor für Biblische Einleitungswissenschaften und Zeitgeschichte am Neutestamentlichen Seminar der Katholisch-Theologischen Fakultät in Bonn.